# Autoritatea pentru Administrarea Activelor Statului

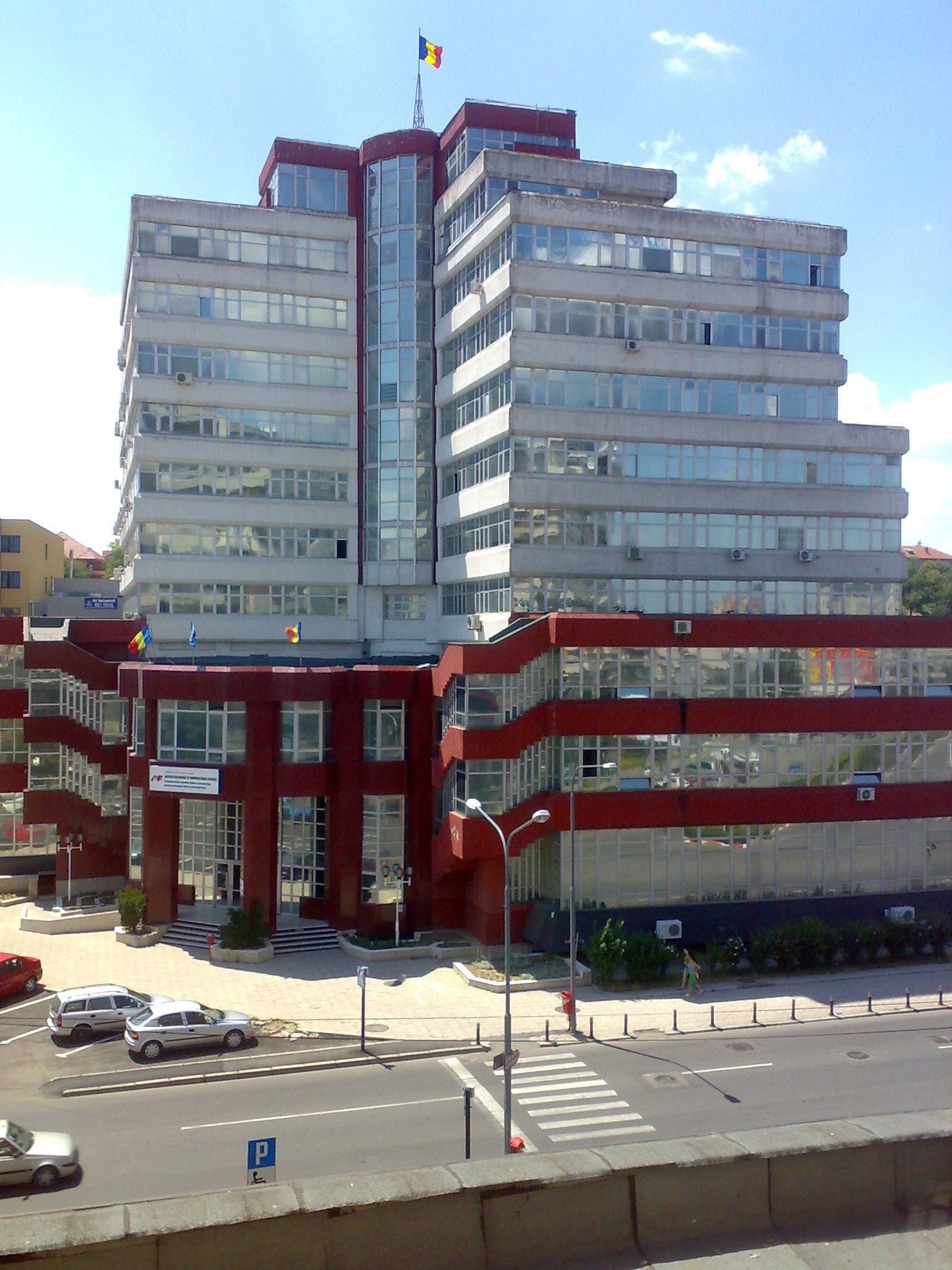
Sediul Direcției Generale a Finanțelor Publice Argeș, Pitești, România

Autoritatea pentru Administrarea Activelor Statului (AAAS) este o agenție a Guvernului României, înființată în decembrie 1998 care se ocupă de privatizarea unor companii de stat.
Numită inițial AVAB - Autoritatea pentru Valorificarea Activelor Bancare, agenția a fost redenumită în Autoritatea pentru Valorificarea Activelor Statului (AVAS) în mai 2004.
Tot atunci AVAS se reorganizează prin comasarea prin absorbție cu APAPS - Autoritatea pentru Privatizare și Administrarea Participațiilor Statului (fostă FPS - Fondul Proprietății de Stat înainte de 2001), instituție care a fost desființată cu această ocazie.
Începând cu data de 1 ianuarie 2007 AVAS se reorganizează prin comasarea prin absorbție cu O.P.S.P.I. - Oficiul Participațiilor Statului și Privatizării în Industrie.
La sfârșitul anului 2008, OPSPI și-a reluat activitatea ca instituție în subordinea Ministerului Economiei.
Bugetul de venituri și cheltuieli al AVAS se aprobă prin hotărâre a Guvernului.
Număr de angajați în 2009: 422

## Participări
În decembrie 2006, guvernul a decis transferarea a 41 de societăți de la OPSPI la AVAS „pentru unificarea activității de privatizare la o singură instituție”.
AVAS a preluat de la OPSPI companii distribuitoare și producătoare de energie electrică, transportatorii de petrol și produse petroliere, companii din industria de apărare, societățile miniere, precum Petrom, Oil Terminal, Conpet, Petrotrans, Distrigaz Sud, Complexele Energetice Rovinari, Turceni și Craiova, Electrica, Avioane Craiova, Automobile Craiova, Romaero, Romarm.

## Istoric
Din 1992 și până în iunie 2006, AVAS a incheiat 10.845 de contracte de vânzare-cumparare de acțiuni pentru 7.645 de societăți comerciale.
În martie 2002, în portofoliul APAPS se aflau 1.475 de societăți comerciale.
La un număr de 541 de societăți comerciale, APAPS deținea pachetul majoritar de acțiuni, la 660 deține doar pachete reziduale, iar 274 se aflau în proces de lichidare.
În primele 11 luni ale anului 2006, AVAS a realizat venituri totale de 8,5 miliarde RON (aproximativ 2,5 miliarde Euro). Din acestea, 2,2 miliarde Euro provin din privatizarea BCR.
La începutul anului 2006, AVAS finalizase privatizarea a peste 90% din societățile pe care le deținea.
În primele nouă luni ale anului 2008, AVAS a încasat 838,8 milioane lei din privatizările efectuate, față de 572,3 milioane lei în primele nouă luni din 2007.
În august 2008, AVAS deținea pachete minoritare de acțiuni la 222 de societăți comerciale, 44 dintre acestea au fost oferite spre vânzare de la începutul anului 2008.
În februarie 2013, agenția și-a schimbat numele în Autoritatea pentru Administrarea Activelor Statului (AAAS).
În 2014, AAAS a câștigat peste 300 de procese și a pierdut 12.

## Conducerea
Președinții AVAS:
- Mircea Ursache (PSD): 29 aprilie 2004 - 26 ianuarie 2005[10][11]
- Gabriel Zbârcea: 26 ianuarie 2005 - septembrie 2005[11][12]
- Giliola Ciorteanu (interimar): septembrie 2005 - ianuarie 2006[12]
- Răzvan Orășanu: 24 ianuarie 2006 - 26 octombrie 2006[13][14][15][16][17]
- Teodor Atanasiu (PNL): 26 octombrie 2006 - 15 decembrie 2008[18][19][14][15]
- Mircea Ursache: 28 ianuarie 2009 - 1 octombrie 2009[20][21]
- Aurelian Popa (PDL): 11 octombrie 2009 - 28 mai 2012[22][23]
- Marius Lucian Obreja (PNL): 28 mai 2012 - noiembrie 2012[24]
- Adrian Volintiru: noiembrie 2012 - noiembrie 2013 [25]
- Nicolae Minea: aprilie 2014 - prezent [25]